# Fotofissione
La fotofissione è un processo in cui un nucleo, dopo aver assorbito un raggio gamma, subisce la fissione nucleare e si divide in due o più frammenti.
La reazione fu scoperta nel 1940 da un piccolo gruppo di ingegneri e scienziati che gestivano il Westinghouse Atom Smasher presso i laboratori di ricerca dell'azienda a Forest Hills. Hanno usato un raggio di protoni da 5 MeV per bombardare il fluoro e generare fotoni ad alta energia, che poi hanno irradiato campioni di uranio e torio.
La radiazione gamma di energie modeste, intorno alle poche decine di MeV, può indurre la fissione in elementi tradizionalmente fissili come gli attinidi torio, uranio, plutonio e nettunio. Sono stati condotti esperimenti con raggi gamma di energia molto più elevata, scoprendo che la sezione d'urto della fotofissione varia poco all'interno degli intervalli con GeV bassi.
Baldwin, insieme ai suoi collaboratori, ha effettuato misurazioni delle rese di fotofissione nell'uranio e nel torio insieme a una ricerca di fotofissione in altri elementi pesanti, utilizzando raggi X continui da un betatrone da 100 Mev. La fissione è stata rilevata in presenza di un intenso background di raggi X da una camera a ionizzazione differenziale e da un amplificatore lineare; la sostanza studiata era rivestita su un elettrodo di una camera. Hanno dedotto che la sezione d'urto massima fosse dell'ordine di 5 × 10 −26 cm2 per l'uranio e la metà per il torio. Negli altri elementi studiati, la sezione trasversale deve essere inferiore a 10 −29 cm2.

## Fotodisintegrazione
La fotodisintegrazione (chiamata anche fototrasmutazione) è un processo fisico simile ma diverso, in cui un raggio gamma ad altissima energia interagisce con un nucleo atomico e lo fa entrare in uno stato eccitato, che decade immediatamente emettendo una particella subatomica.